# Aline Weber
Aline Weber (Seara, 22 de março de 1989) é uma modelo brasileira.

## Carreira
Nascida no imo dalguma família de descendentes de alemães, foi descoberta por um booker da Wired, Leonardo S. Gomes, e, após dois meses em São Paulo, embarcou para Nova Iorque e desfilou para Marc Jacobs. Estrelou editoriais para W e participou da campanha da Moschino e fez a capa da Dazed & Confuzed. Foi clicada para a VogueTeen, Self-Servicee e desfilou para Armani e Bottega Veneta. No Brasil, fez campanha da Iodice e Reinaldo Lourenço. No SPFW fez 30 desfiles. 
Nesta última temporada de desfiles internacionais, Aline participou de vários deles. Na coleções de outono/inverno de 2008 desfilou em NY, Milão e Paris.
Em Nova York desfilou para Proenza, Ohne Titel, Nicole Miller, Diesel, Narciso Rodrigues, Marc Jacobs, rag & Bone, etc, e foi a única brasileira no casting da Calvin Klein.
Em Milão desfilou para Moschino, Alberta Ferreti, Burberry, 6267, krizia, Emilio Pucci, Giuliana Teso e abriu o desfile da Daks.
Em Paris desfilou para Anne Valérie Hash, Andrew Gn, Costume National, Dries Van Noten, Emanuel Ungaro, Maison Martin Mardiela, Stella McCartney, Veronique Branquinho. Abriu o desfile da Requiem, foi destaque ao abrir o desfile mais esperado da temporada - Balenciaga, e encerrou o desfile de Yves Saint Laurent.  
Depois de ser a brasileira que mais emplacou desfiles internacionais nesta temporada, Aline fotografou para inúmeras revistas, tais como Dazed & Confused, Numéro, Vogure Russa, Vogue Francesa, Vogue Brasil, ID, entre muitas outras. Veio ao Brasil somente para desfilar com exclusividade para a Cantão no Fashion Rio Verão 2009. Hoje junto com a atriz Juliana Paes, Aline é o novo rosto da Vivara que anteriormente era ocupada por Gisele Bündchen. Foi clicada pelas lentes de Bob Wolfenson. Fez participação especial no filme de Tom Ford, A Single Man, como aluna de Colin Firth. Atualmente encontra-se no 33º lugar do raking das 50 Maiores Modelos do Planeta do site models.com.